# HD 80781
HD 80781，又名CP-54 2186，SAO 236851、HR 3717，是一颗恒星，视星等为6.28，位于銀經275.75，銀緯-3.92，其B1900.0坐标为赤經9h 16m 29.1s，赤緯-54° -3.92′ 47″。